# 第2護衛隊群
第2護衛隊群（だいにごえいたいぐん、英称：Escort Flotilla 2 ）とは、海上自衛隊の護衛艦隊隷下の護衛艦部隊（護衛隊群）の一つであり、部隊は佐世保基地及び横須賀基地に配備されている。
群司令は海将補（二）をもって充てられている。

## 沿革
- 1953年（昭和28年）8月16日：保安庁警備隊に第2船隊群が新編。

※ 編成（司令警備船「もみ」、第11船隊（LSSL6隻）、第12船隊（LSSL6隻））
- 1954年（昭和29年）
  - 4月10日：第11、12船隊に代わり、第3船隊（「とち」、「しい」、「まき」）、第4船隊（「つげ」、「かえで」、「ぶな」）に改編。
  - 7月1日：防衛庁が創設され海上自衛隊が発足し、自衛艦隊が新編。第2船隊群が「第2護衛隊群」に改編され、自衛艦隊隷下に編入。

※ 編成（司令部、警備艦「もみ」、第3護衛隊、第4護衛隊）
- 1956年（昭和31年）4月1日：第5護衛隊（「あさかぜ」、「はたかぜ」）が第1護衛隊群から編入。
- 1957年（昭和32年）
  - 4月1日：「はるかぜ」が旗艦として編入。
  - 7月25日：「はたかぜ」が諫早豪雨による災害派遣。
- 1960年（昭和35年）12月1日：第2護衛隊群を第3護衛隊群に改編。
- 1961年（昭和36年）
  - 2月1日：第2護衛隊群が再編（司令部、旗艦「はるかぜ」、第1護衛隊、第5護衛隊、第10護衛隊、第11護衛隊）
  - 9月1日：護衛艦隊新編に伴い、第2護衛隊群が自衛艦隊直轄から護衛艦隊隷下に編成替え。
- 1962年（昭和37年）
  - 8月24日：「たかなみ」、「おおなみ」、「まきなみ」が三宅島噴火による災害派遣。
  - 9月3日：「むらさめ」、「ゆうだち」が第1航空群所属のP2V-7哨戒機墜落による航空機救難作業派遣。
- 1963年（昭和38年）12月10日：第1護衛隊を廃止。
- 1966年（昭和41年）
  - 3月19日：第21護衛隊（「やまぐも」、「まきぐも」）が新編。
  - 7月16日：第5護衛隊を廃止。
- 1969年（昭和44年）3月15日：第10護衛隊を第3護衛隊群へ編成替え。
- 1971年（昭和46年）2月1日：「たかつき」及び第1護衛隊（「きくづき」、「もちづき」）が第1護衛隊群から編入。

※ 編成（司令部、旗艦「たかつき」、第1護衛隊、第21護衛隊）
- 1972年（昭和47年）11月25日：第23護衛隊（「あおくも」、「あきぐも」）が新編。

※ 編成（司令部、旗艦「たかつき」、第1護衛隊、第21護衛隊、第23護衛隊）
- 1976年（昭和51年）3月26日：「たちかぜ」が就役し直轄艦として編入。
- 1981年（昭和56年）3月27日：第52護衛隊（「はるな」、「くらま」）が新編。

※ 編成（司令部、旗艦「たちかぜ」、第1護衛隊、第23護衛隊、第52護衛隊）
- 1982年（昭和57年）3月27日：第22護衛隊が第1護衛隊群から編入。第23護衛隊を第4護衛隊群へ編成替え。
- 1983年（昭和58年）3月30日：第62護衛隊（「たちかぜ」、「さわかぜ」）が新編。第1護衛隊を第4護衛隊群へ編成替え。第52護衛隊が廃止（「はるな」、「くらま」を直轄艦）
- 1984年（昭和59年）
  - 1月26日：第42護衛隊（「みねゆき」、「はまゆき」）が新編。
  - 3月30日：「はるな」を第3護衛隊群へ編成替え。
- 1986年（昭和61年）3月19日：第44護衛隊（「やまゆき」、「まつゆき」）が新編。第22護衛隊を呉地方隊に編成替え。

※ 編成（司令部、旗艦「くらま」、第42護衛隊、第44護衛隊、第62護衛隊）
- 1990年（平成2年）3月6日：第47護衛隊（「あさぎり」、「やまぎり」、「さわぎり」）が新編。第42護衛隊を第3護衛隊群へ編成替え。
- 1997年（平成9年）3月24日：隊番号の改正により、第44護衛隊が第2護衛隊に、第47護衛隊が第6護衛隊に改称。

※ 編成（司令部、旗艦「くらま」、第2護衛隊、第6護衛隊、第62護衛隊）
- 2008年（平成20年）3月26日：体制移行による護衛隊の改編。

※ 群直轄艦、第62護衛隊を廃止し、第2護衛隊（DDHグループ）、第6護衛隊（DDGグループ）の2個護衛隊へ。
- 2009年（平成21年）
  - 6月23日：海賊対処法の成立に伴い、第2次派遣海賊対処行動水上部隊の概要が発表される[2]。
  - 7月6日：「はるさめ」と「あまぎり」の2隻がソマリア沖に向けて出港。
  - 10月13日：第6護衛隊「たかなみ」は第4護衛隊群第4護衛隊「はまぎり」と共に、第3次派遣海賊対処行動水上部隊を編成しソマリア沖へ出港。
- 2014年（平成26年）10月24日：「きりしま」が第4護衛隊群から編入。「ちょうかい」を第4護衛隊群へ編成替え。
- 2017年（平成29年）3月22日：「いせ」が第4護衛隊群から第2護衛隊に編入。「くらま」を除籍。
- 2018年（平成30年）3月7日：「あさひ」が就役し、第2護衛隊に編入。「あまぎり」を護衛艦隊直轄第11護衛隊へ編成替え。

## 司令部編成
司令部は、佐世保基地に設置されている。
- 護衛隊群司令
  - 首席幕僚
  - 幕僚
  - 先任伍長

また、自衛艦隊#司令部の編成を参照。

## 部隊編成
※ 平成30年3月7日時点
- 第2護衛隊（佐世保）
  - DDH-182 いせ
  - DDG-178 あしがら
  - DD-102 はるさめ
  - DD-119 あさひ

- 第6護衛隊（横須賀）
  - DDG-174 きりしま
  - DD-110 たかなみ
  - DD-111 おおなみ
  - DD-116 てるづき

### 再編前の部隊編成
2008年3月25日以前の再編前の部隊編成は下記の通りである。
- 直轄艦
  - DDH-144 くらま

- 第2護衛隊（佐世保基地）
  - DD-103 ゆうだち
  - DD-112 まきなみ
  - DD-157 さわぎり

- 第6護衛隊（佐世保基地）
  - DD-104 きりさめ
  - DD-109 ありあけ

- 第62護衛隊（佐世保基地）
  - DDG-172 しまかぜ
  - DDG-173 こんごう

## 主要幹部
| 官職名          | 氏名    | 階級     | 補職発令日     | 前職                                                                           |
| --------------- | ------- | -------- | -------------- | ------------------------------------------------------------------------------ |
| 第2護衛隊群司令 | 海将補  | 江畑泰孝 | 2024年08月02日 | 統合幕僚監部指揮通信システム部 指揮通信システム企画課長 ※2024.12.20 海将補昇任 |
| 首席幕僚        | 1等海佐 | 榎本健児 | 2025年03月24日 | もがみ艦長                                                                     |
| 第2護衛隊司令   | 1等海佐 | 城武昌   | 2024年06月20日 | いずも艦長 →2024.5.13 護衛艦隊司令部勤務                                       |
| 第6護衛隊司令   | 1等海佐 | 宮﨑好司 | 2023年12月22日 | 海上自衛隊第1術科学校教育第1部長                                               |

| 代                        | 氏名                      | 在職期間                  | 出身校・期                | 前職                                                            | 後職                                        | 備考                                |
| 第2船隊群司令（警備監補） | 第2船隊群司令（警備監補） | 第2船隊群司令（警備監補） | 第2船隊群司令（警備監補） | 第2船隊群司令（警備監補）                                       | 第2船隊群司令（警備監補）                   | 第2船隊群司令（警備監補）           |
| ------------------------- | ------------------------- | ------------------------- | ------------------------- | --------------------------------------------------------------- | ------------------------------------------- | ----------------------------------- |
| -                         | 庵原貢                    | 1953.8.16 1954.6.30       | 海兵52期・ 海大35期       | 舞鶴地方総監部附 兼 舞鶴練習隊司令 →1953.7.8 横須賀地方総監部附 | 海上幕僚監部付 →1954.8.3 同総務部長         |                                     |
| 第2護衛隊群司令           |                           |                           |                           |                                                                 |                                             |                                     |
| 01                        | 大松勝藏                  | 1954.7.1 1956.1.15        | 海兵54期・ 海大37期       | 警備隊術科学校副学長                                            | 海上自衛隊術科学校横須賀分校長              |                                     |
| 02                        | 福地誠夫                  | 1956.1.16 1956.7.31       | 海兵53期・ 海大35期       | 海上幕僚監部調査部長                                            | 海上幕僚監部総務部長                        |                                     |
| 03                        | 中山定義                  | 1956.8.1 1957.7.31        | 海兵54期・ 海大36期       | 海上自衛隊幹部学校長                                            | 海上幕僚監部附 →1957.11.1 練習隊群司令      |                                     |
| 04                        | 三上作夫                  | 1957.8.1 1958.9.30        | 海兵56期・ 海大37期       | 統合幕僚会議事務局第3班長                                       | 海上幕僚監部防衛部長                        |                                     |
| 05                        | 麻生孝雄                  | 1958.10.1 1960.3.15       | 海兵55期・ 海大37期       | 海上幕僚監部防衛部長                                            | 自衛艦隊司令官                              | 1959.8.1 海将昇任                   |
| 06                        | 関戸好蜜                  | 1960.3.16 1960.11.30      | 海兵57期                  | 海上幕僚監部防衛部副部長 →1960.2.5 第2護衛隊群司令部付          | 第3護衛隊群司令                             |                                     |
| 07                        | 瀧川孝司                  | 1961.2.1 1962.1.15        | 海兵59期                  | 自衛艦隊幕僚長                                                  | 海上自衛隊幹部候補生学校長                  | 就任時1等海佐 1961.7.1 海将補昇任   |
| 08                        | 佐藤文雄                  | 1962.1.16 1964.1.15       | 海兵59期                  | 海上自衛隊幹部候補生学校長                                      | 海上自衛隊幹部候補生学校長                  |                                     |
| 09                        | 井上團平                  | 1964.1.16 1965.3.15       | 海兵60期                  | 海上自衛隊幹部学校副校長                                        | 海上幕僚監部附 →1965.7.1 退職               |                                     |
| 10                        | 石塚 榮                   | 1965.3.16 1965.7.15       | 海兵63期                  | 海上自衛隊幹部学校研究部長                                      | 防衛研修所副所長                            |                                     |
| 11                        | 石隈辰彦                  | 1965.7.16 1966.6.30       | 海兵65期                  | 海上幕僚監部総務部人事課長                                      | 自衛艦隊司令部幕僚長                        | 就任時1等海佐 1966.1.1 海将補昇任   |
| 12                        | 北村謙一                  | 1966.7.1 1967.12.15       | 海兵64期                  | 自衛艦隊司令部幕僚長                                            | 海上幕僚監部附 →1968.1.1 同防衛部長         |                                     |
| 13                        | 藤平 卓                   | 1967.12.16 1968.11.24     | 海兵65期                  | 実用実験隊司令                                                  | 横須賀地方副総監                            |                                     |
| 14                        | 溝口智司                  | 1968.11.25 1970.6.30      | 海兵66期                  | 横須賀地方副総監                                                | 海上幕僚監部附 →1970.9.1 防衛大学校訓練部長 |                                     |
| 15                        | 石野自彊                  | 1970.7.1 1971.6.30        | 海兵69期                  | 海上自衛隊幹部学校研究部長                                      | 海上幕僚監部監察官                          |                                     |
| 16                        | 磯辺秀雄                  | 1971.7.1 1973.3.15        | 海兵68期                  | 大湊地方総監部幕僚長                                            | 海上幕僚監部附 →1973.7.1 退職               |                                     |
| 17                        | 常廣栄一                  | 1973.3.16 1974.12.4       | 海兵71期                  | 護衛艦隊司令部幕僚長                                            | 練習艦隊司令官                              | 就任時1等海佐 1973.7.1 海将補昇任   |
| 18                        | 前田優                    | 1974.12.5 1976.3.15       | 海兵73期                  | 舞鶴地方総監部幕僚長                                            | 統合幕僚会議事務局 第5幕僚室長              |                                     |
| 19                        | 伊藤正敬                  | 1976.3.16 1977.12.4       | 海兵72期                  | 自衛艦隊司令部幕僚                                              | 海上幕僚監部附 →1978.4.1 退職               |                                     |
| 20                        | 伴野丈夫                  | 1977.12.5 1979.1.31       | 海兵74期                  | 大湊地方総監部幕僚長                                            | 開発指導隊群司令                            |                                     |
| 21                        | 西野高行                  | 1979.2.1 1980.12.4        | 海兵75期                  | 海上幕僚監部防衛部運用課長                                      | 海上幕僚監部附 →1981.2.10 退職              |                                     |
| 22                        | 𠮷岡 勉                   | 1980.12.5 1982.8.31       | 海兵75期                  | 第51護衛隊司令                                                  | 佐世保地方総監部付 →1982.10.1 退職          |                                     |
| 23                        | 後藤 理                   | 1982.9.1 1984.3.15        | 防大1期                   | 海上幕僚監部総務部人事課長                                      | 海上幕僚監部附 →1984.6.6 同総務部長         |                                     |
| 24                        | 佐久間一                  | 1984.3.16 1985.2.28       | 防大1期                   | 海上幕僚監部防衛部副部長                                        | 海上幕僚監部附 →1985.4.16 同防衛部長        |                                     |
| 25                        | 吉川圭祐                  | 1985.3.1 1985.12.19       | 防大1期                   | 第4護衛隊群司令                                                 | 自衛艦隊司令部幕僚長                        |                                     |
| 26                        | 岩澤 徹                   | 1985.12.20 1987.12.1      | 防大3期                   | 海上幕僚監部防衛部装備体系課長                                  | 練習艦隊司令官                              |                                     |
| 27                        | 林崎千明                  | 1987.12.2 1989.3.15       | 防大4期                   | 海上幕僚監部防衛部副部長                                        | 海上幕僚監部防衛部長                        |                                     |
| 28                        | 野尻勝馬                  | 1989.3.16 1990.8.12       | 防大5期                   | 護衛艦隊司令部幕僚長                                            | 阪神基地隊司令                              |                                     |
| 29                        | 東 智亮                   | 1990.8.13 1991.6.30       | 防大6期                   | 佐世保地方総監部防衛部長                                        | 横須賀地方総監部幕僚長                      |                                     |
| 30                        | 石山 嵩                   | 1991.7.1 1992.9.9         | 防大9期                   | 海上幕僚監部監理部総務課長                                      | 護衛艦隊司令部幕僚長                        |                                     |
| 31                        | 金子 豊                   | 1992.9.10 1993.12.14      | 防大9期                   | 護衛艦隊司令部幕僚長                                            | 海上幕僚監部監察官                          |                                     |
| 32                        | 山田道雄                  | 1993.12.15 1995.12.14     | 防大11期                  | 海上幕僚監部防衛部装備体系課長                                  | 練習艦隊司令官                              | 就任時1等海佐 1994.4.1 海将補昇任   |
| 33                        | 牧本信近                  | 1995.12.15 1997.6.30      | 防大13期                  | 潜水艦隊司令部幕僚長                                            | 海上自衛隊幹部学校副校長                    |                                     |
| 34                        | 関 泰雄                   | 1997.7.1 1998.12.7        | 防大14期                  | 海上幕僚監部防衛部運用課長                                      | 練習艦隊司令官                              |                                     |
| 35                        | 加藤 保                   | 1998.12.8 2001.3.26       | 防大17期                  | 海上幕僚監部防衛部防衛課長                                      | 舞鶴地方総監部幕僚長                        |                                     |
| 36                        | 本多宏隆                  | 2001.3.27 2003.3.26       | 防大14期                  | 佐世保地方総監部幕僚長                                          | 護衛艦隊司令部幕僚長                        |                                     |
| 37                        | 柴田雅裕                  | 2003.3.27 2005.1.11       | 名工大・ 27期幹候         | 護衛艦隊司令部幕僚長                                            | 練習艦隊司令官                              |                                     |
| 38                        | 松下泰士                  | 2005.1.12 2006.12.5       | 防大22期                  | 海上幕僚監部人事教育部補任課長                                  | 練習艦隊司令官                              |                                     |
| 39                        | 山口 透                   | 2006.12.6 2008.3.25       | 防大22期                  | 第4護衛隊群司令                                                 | 開発隊群司令                                |                                     |
| 40                        | 野口 均                   | 2008.3.26 2009.12.6       | 防大21期                  | 自衛艦隊司令部作戦主任幕僚                                      | 開発隊群司令                                |                                     |
| 41                        | 大塚海夫                  | 2009.12.7 2010.12.19      | 防大27期                  | 海上自衛隊幹部学校副校長                                        | 練習艦隊司令官                              |                                     |
| 42                        | 淵之上英寿                | 2010.12.20 2011.11.30     | 防大26期                  | 護衛艦隊司令部幕僚長                                            | 練習艦隊司令官                              |                                     |
| 43                        | 湯浅秀樹                  | 2011.12.1 2013.12.2       | 防大30期                  | 海上幕僚監部人事教育部補任課長                                  | 練習艦隊司令官                              |                                     |
| 44                        | 岩崎英俊                  | 2013.12.3 2015.11.30      | 防大31期                  | 海上自衛隊幹部学校副校長                                        | 練習艦隊司令官                              |                                     |
| 45                        | 泉 博之                   | 2015.12.1 2017.12.19      | 早大・ 41期幹候           | 海上幕僚監部人事教育部補任課長                                  | 練習艦隊司令官                              |                                     |
| 46                        | 大判英之                  | 2017.12.20 2019.8.22      | 防大30期                  | 海上訓練指導隊群司令                                            | 海上自衛隊幹部候補生学校長                  | 就任時1等海佐 2018.3.27 海将補昇任  |
| 47                        | 今野泰樹                  | 2019.8.23 2022.29         | 防大38期                  | 海上幕僚監部人事教育部補任課長                                  | 護衛艦隊司令部幕僚長                        |                                     |
| 48                        | 清水 徹                   | 2022.3.30 2024.8.1        | 防大40期                  | 海上幕僚監部防衛部防衛課長                                      | 護衛艦隊司令部幕僚長                        |                                     |
| 49                        | 江畑泰孝                  | 2024.8.2                  | 防大43期                  | 統合幕僚監部指揮通信システム部 指揮通信システム企画課長         |                                             | 就任時1等海佐 2024.12.20 海将補昇任 |